# اوه یه جین
اوه یه جین (کره‌ای: korean؛ زادهٔ ۱۰ مهٔ ۲۰۰۵) ورزشکار تیرانداز اهل کره جنوبی است.
وی در مسابقات کشوری و بین‌المللی در مجموع برندهٔ ۴ مدال طلا، ۱ مدال نقره، ۱ مدال برنز شده است.